# John D. Ashmore

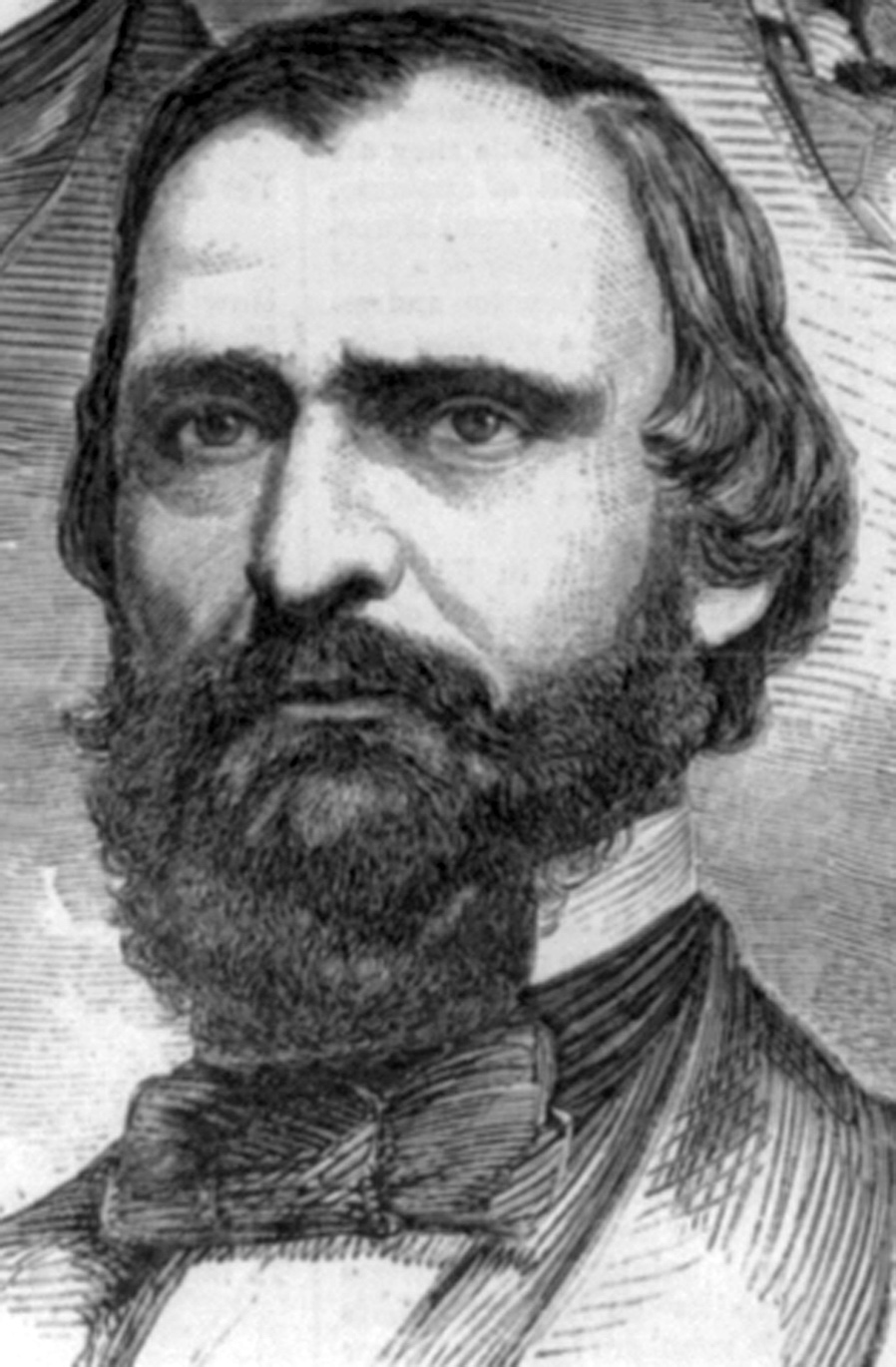
John D. Ashmore

John Durant Ashmore (* 18. August 1819 im Greenville County, South Carolina; † 5. Dezember 1871 in Sardis, Mississippi) war ein US-amerikanischer Politiker. Zwischen 1859 und 1860 vertrat er den Bundesstaat South Carolina im US-Repräsentantenhaus.

## Leben
John Ashmore war ein Cousin von Robert T. Ashmore (1904–1989), der zwischen 1953 und 1969 ebenfalls den Staat South Carolina im Kongress vertrat. Er besuchte die öffentlichen Schulen seiner Heimat und studierte anschließend Jura. Er war als Rechtsanwalt zugelassen, doch er hat diesen Beruf nie ausgeübt. Stattdessen bewirtschaftete er seine Plantagen in den Bezirken Sumter und Anderson. Er war Sklavenhalter. Es ist unbekannt, wie viele Sklaven er besaß.
Er war Mitglied der Demokratischen Partei. Zwischen 1848 und 1853 saß er als Abgeordneter im Repräsentantenhaus von South Carolina. Danach war er von 1853 bis 1857 Leiter des Rechnungshofes (Comptroller General) in South Carolina. 1858 wurde er im fünften Wahlbezirk von South Carolina in das US-Repräsentantenhaus in Washington, D.C. gewählt, wo er am 4. März 1859 die Nachfolge von James Lawrence Orr antrat. Seine Zeit im Kongress war von den Diskussionen im Vorfeld des Bürgerkrieges überschattet. Ashmore war Vorsitzender des Committee on Mileage. Nachdem der Staat South Carolina seinen Austritt aus der Union erklärt hatte, legte John Ashmore sein Mandat am 21. Dezember 1860 nieder. Der Sitz blieb bis 1873 unbesetzt, ehe er dann von dem Republikaner Richard H. Cain wieder besetzt wurde.
Zu Beginn des nun folgenden Bürgerkrieges war John Ashmore Oberst eines Regiments aus South Carolina, quittierte den Dienst aber vor dem ersten Einsatz. In den folgenden Jahren war er in Greenville im Handel tätig. John Ashmore starb am 5. Dezember 1871 in Sardis in Mississippi.